# Dálnice A8 (Polsko)

Trasa dálnice A8

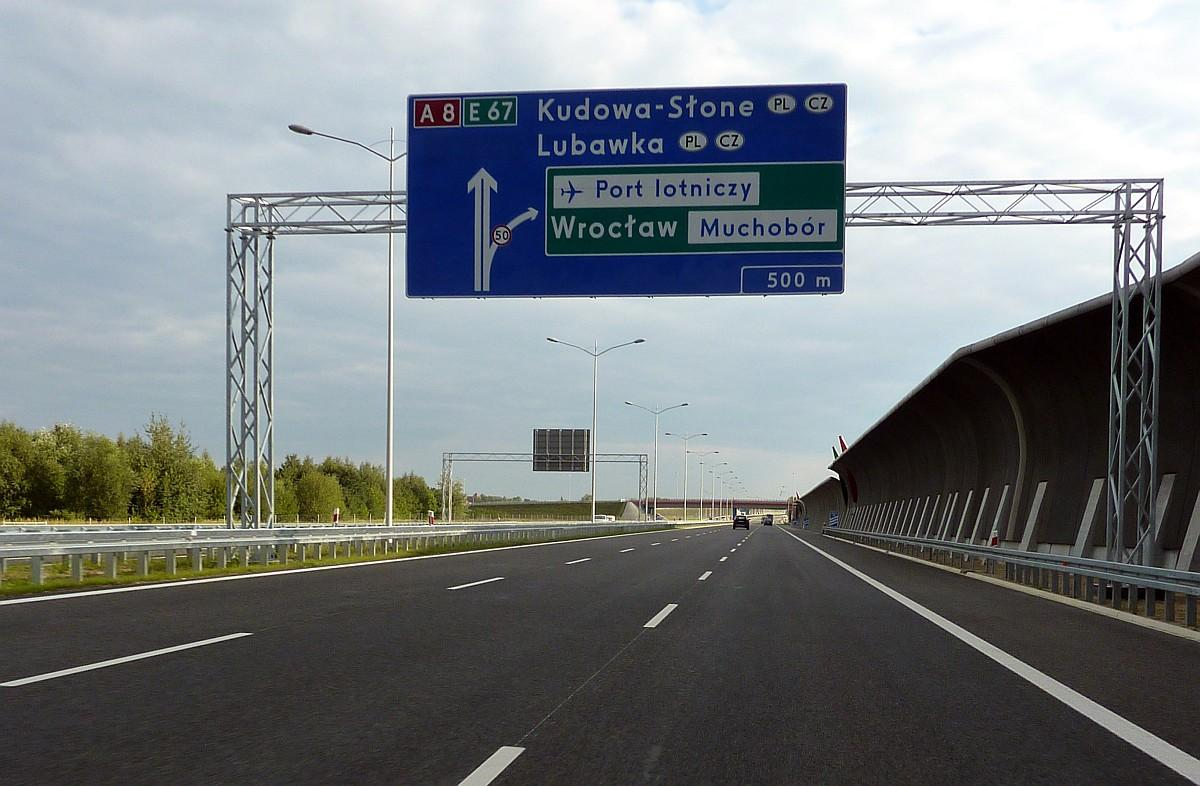
Dálnice A8 před křižovatkou Vratislav Letiště

Dálnice A8 je polská dálnice, která tvoří obchvat Vratislavi. Začíná na křižovatce Vratislav jih s dálnicí A4 a končí na křižovatce Vratislav Psie Pole. Má délku 22,4 km a je to nejkratší dálnice v Polsku. Celá se nachází v Dolnoslezském vojvodství.

## Historie
Dálnice A8 se poprvé objevila ve vládním plánu dálnic a rychlostních silnic v září 1993 s vyznačenou trasou Varšava - Lodž - Vratislav - Bolków. V dalším nařízení vydaném v roce 1996 byla dálnice A8 představena jako trasa z Lodže do Vratislavi. V roce 2001 byla dálnice hodně zkrácena do současné podoby, tj. obchvatu Vratislavi a zároveň se upustilo od dalšího úseku k polsko-české hranici. Úsek Lodž - Vratislav byl začleněn do rychlostní silnice S8.

## Výjezdy
| název               | Seznam silnic, které se zde křižují | Schéma |
| ------------------- | ----------------------------------- | ------ |
| Vratislav jih       | A4, S8, DK5                         |        |
| Vratislav západ     | DW347                               |        |
| Vratislav letiště   | ?                                   |        |
| Vratislav stadion   | DK94, DW362                         |        |
| Vratislav sever     | S5, DK5                             |        |
| Vratislav Psie Pole | S8 DW372                            |        |